# 吳永寧
吳永寧（？—？），清朝官員，本籍浙江。

## 生平
吳永寧於1784年（乾隆49年）接替李國楷，於台灣台北地區擔任台灣府淡水廳新莊巡檢一職（議敘未入流），是大台北地區的地方父母官。